# Lick-Observatorium
Das Lick-Observatorium ist ein astronomisches Observatorium, das von der University of California betrieben wird. Es befindet sich in einer Höhe von 1300 Metern auf dem Gipfel des Mount Hamilton, nahe der Stadt San Jose, Kalifornien. Namensgeber für das Observatorium ist James Lick, ein US-amerikanischer Pianobauer und Großgrundbesitzer, aus dessen Nachlass der Bau finanziert wurde.
Auf dem Gipfel wurde 1888 der Great Lick Refractor installiert, das damals größte Linsenteleskop der Welt (1897 von der Yerkes-Sternwarte um 10 % übertroffen). Im Jahr 1969 wurde am Observatorium die erste laser-optische Entfernungsbestimmung zum Mond (Lunar Laser Ranging) durchgeführt.

## Geschichte

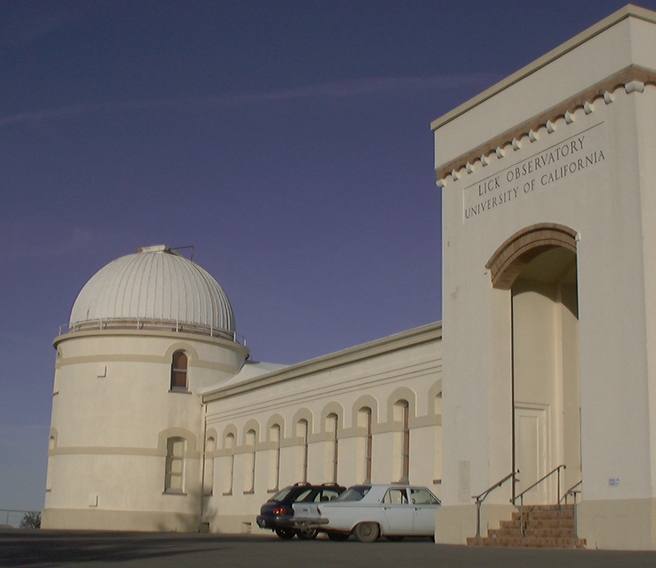
Das Hauptgebäude des Lick-Observatoriums mit der nördlichen Kuppel für das 1-m-Nickel-Teleskop

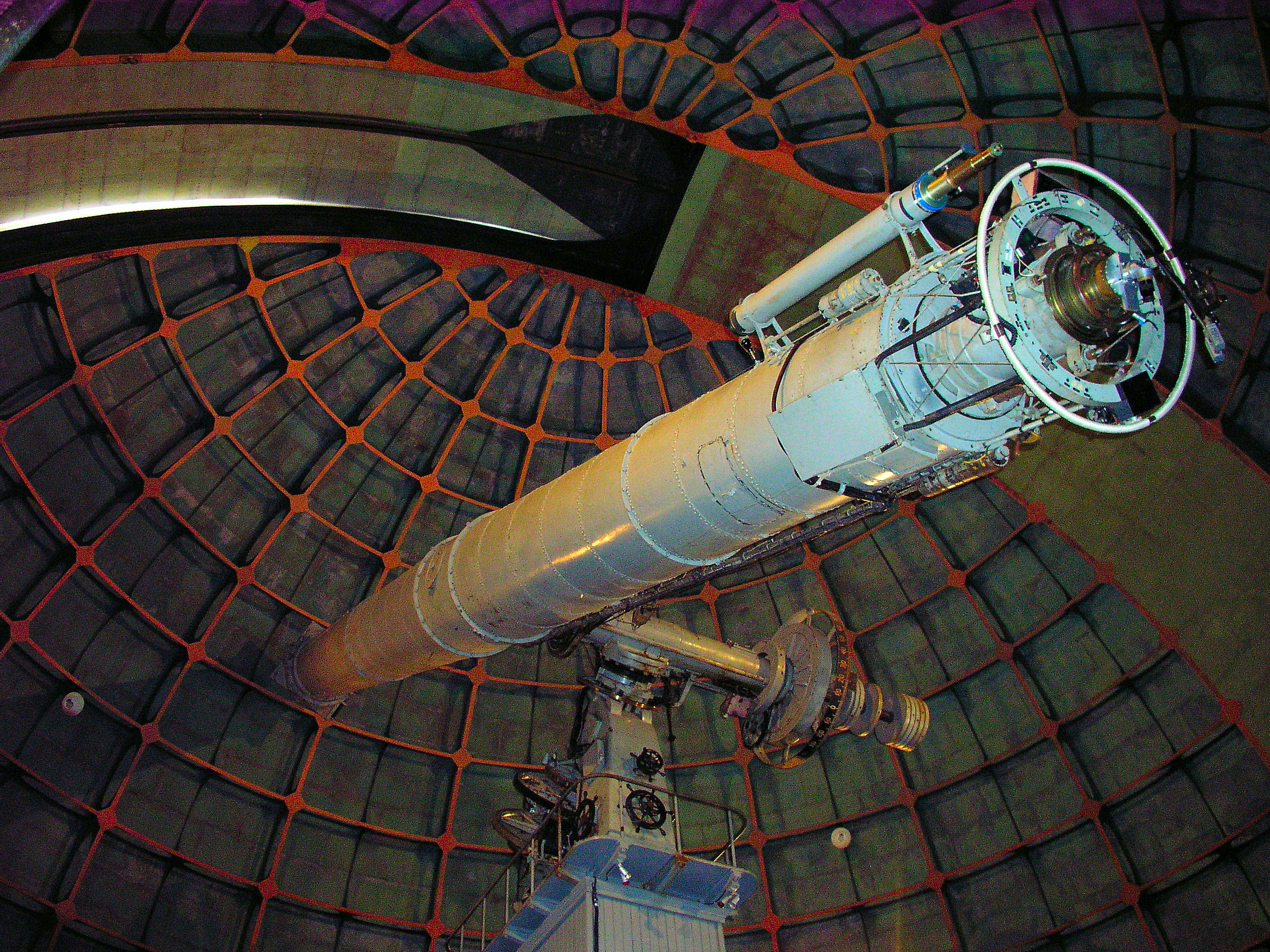
Der große Lick-Refraktor

Das Lick-Observatorium war das erste Observatorium, das auf dem Gipfel eines Berges errichtet wurde. Ausschlaggebend war der Standort, der mit 330 klaren Nächten im Jahr und einer sehr ruhigen Luft ohne Lichtverschmutzung hervorragende Beobachtungsbedingungen bietet. Der Gipfel des Mount Hamilton liegt über dem Nebel, der sich oft über der Bucht von San Francisco bildet.
Da sämtliche Baumaterialien für den Bau des Observatoriums mittels Pferden und Maultierkarren herangeschafft werden mussten, musste extra eine Straße zum Gelände gebaut werden. Damit die Steigung der Straße 6,5 % nicht überschreitet, windet sie sich in zahllosen Kehren (angeblich 360) auf den Gipfel.
Der Bau des Observatoriums selbst erfolgte in den Jahren 1876 bis 1887. Im April 1888 wurde es der Universität von Kalifornien übergeben. Bei seiner Inbetriebnahme am 3. Januar 1888 war das Fernrohr mit 91 cm Öffnungsweite das weltweit größte mit Linsen arbeitende Teleskop. Neben dem historischen Refraktor wurden im Laufe der Zeit weitere Teleskope auf dem Gelände errichtet. 1987 wurde außerdem der Körper des 1886 verstorbenen James Lick unter dem historischen Refraktor beigesetzt. Eine Messingtafel trägt die einfache Inschrift: Here lies the body of James Lick.
Am 1. August 1969 gelang es dem Observatorium, mit einem Rubinlaser die bis dahin genaueste Entfernungsmessung zwischen Erde und Mond durchzuführen. Hierzu wurde der Strahl eines Pulslasers auf den von Apollo 11 am 20. Juli 1969 auf dem Mond platzierten Reflektor gerichtet. Die vom Reflektor zurückgeworfenen Lichtpulse konnten mit Hilfe des 304-cm-Teleskopes aufgefangen werden. Aus den Laufzeiten der Laserpulse konnte eine genaue Entfernungsbestimmung vorgenommen werden.
Mit dem Wachstum von San Jose und des Silicon Valley wurde die Lichtverschmutzung zu einem immer größeren Problem für die Himmelsbeobachtung. 1980 wurde daher ein Programm ins Leben gerufen, das die exzessive Beleuchtung in den umliegenden Gegenden reduzieren sollte, wobei unter anderem die Straßenbeleuchtung auf Niederdruck-Natriumdampflampen umgestellt wurde. Diese Maßnahmen führten dazu, dass der Mount Hamilton weiter als astronomische Forschungsstation genutzt werden kann.

## Ausstattung

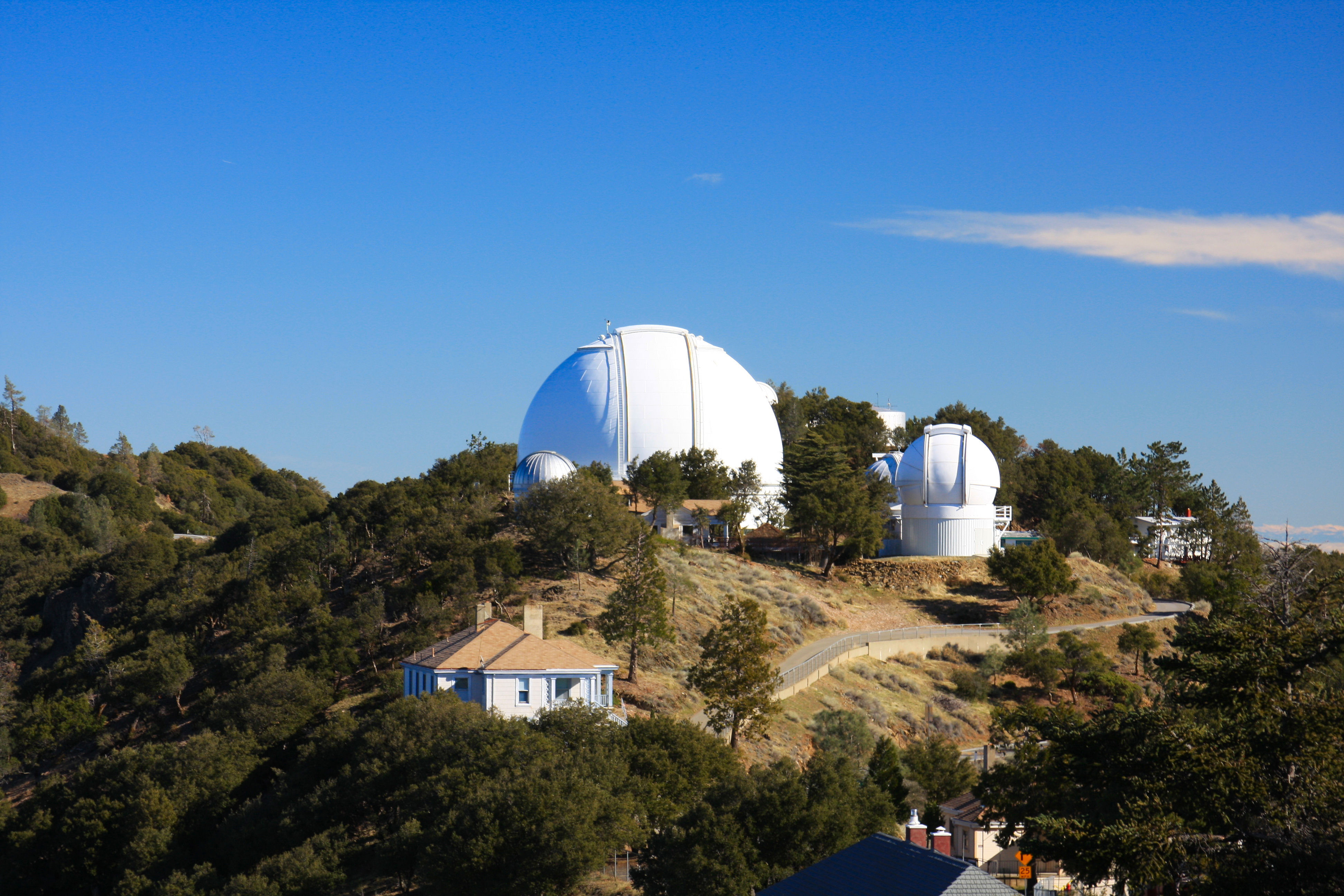
C. Donald Shane Teleskop (Bildmitte) und Automated Planet Finder (rechts) des Lick-Observatoriums

Folgende Geräte werden am Lick-Observatorium eingesetzt:
- C. Donald Shane 304-cm-Spiegelteleskop
- Automated Planet Finder 240-cm-Spiegelteleskop[1]
- Carnegie 50-cm-Doppel-Refraktor
- Anna L. Nickel 1-m-Spiegelteleskop
- 91-cm-Lick-Refraktor
- Edward Crossley 90-cm-Spiegelteleskop
- Katzman Automatic Imaging Telescope (KAIT), ein 76-cm-Spiegelteleskop für automatische Himmelsaufnahmen.
- Coudé-Spiegelteleskop 60 cm
- Tauchmann 50-cm-Spiegelteleskop
- 135-mm-CCD-Kometen-Kamera

## Entdeckungen
James E. Keeler beobachtete hier am 7. Januar 1888 erstmals die Encke-Teilung der Saturnringe. Die folgenden Himmelskörper wurden am Lick-Observatorium entdeckt.

### Jupitermonde
Monde des Planeten Jupiter:
- Amalthea
- Ananke
- Elara
- Himalia
- Lysithea
- Sinope

### Exoplaneten
Folgende Exoplaneten wurden entdeckt:
- Dreifachsysteme
  - Ypsilon Andromedae (zusammen mit dem Whipple-Observatorium)
  - 55 Cancri
- Doppelsysteme
  - HD38529 (zusammen mit dem Keck-Observatorium)
  - HD12661 (zusammen mit Keck)
  - GJ876 (zusammen mit Keck)
  - 47 Ursa Majoris

### Asteroiden
- (29075) 1950 DA